# Мазиліно
Мазиліно (рос. Мазилино) — присілок в Псковському районі Псковської області Російської Федерації.
Населення становить 14 осіб. Входить до складу муніципального утворення Ядровська волость.

## Історія
Від 2015 року входить до складу муніципального утворення Ядровська волость.

## Населення
| 2001 | 2002 | 2010 |
| ---- | ---- | ---- |
| 6    | ↗23  | ↘14  |